# كاميلو دي سوزا فييرا
كاميلو دي سوزا فييرا هو لاعب كرة قدم برازيلي في مركز حراسة المرمى، ولد في 22 مارس 1986 في سيريس في البرازيل. لعب مع سبورت ريسيفي.

## وصلات خارجية
- كاميلو دي سوزا فييرا على موقع قاعدة بيانات كرة القدم.إي يو (الإنجليزية)